# Sydney Roosters
Die Sydney Roosters sind ein 1908 gegründeter, australischer Rugby-League-Verein. Der Verein trägt seine Spiele im 42.500 Zuschauer fassenden Allianz Stadium aus. Die Vereinsfarben sind Rot, Weiß und Blau.

## Name
Der Verein hieß bei seiner Gründung im Jahr 1908 Eastern Suburbs RLFC, da er seine Wurzeln in den östlichen Vororten von Sydney hat. Nach Einführung des Hahnemblems wurde er 1967 in Eastern Suburbs Roosters umbenannt. 1995 wurde der Name in Sydney City Roosters geändert, was im Jahr 2000 schließlich zu Sydney Roosters vereinfacht wurde. Der offizielle Name ist aber seit seiner Gründung 1908 Eastern Suburbs District Rugby League Football Club, oder abgekürzt ESDRLFC.

## Geschichte
Der Verein wurde am 24. Januar 1908 als Eastern Suburbs District Rugby League Football Club gegründet, da man sich entschieden hatte, ein Team aus dem Bezirk in die ein Jahr zuvor gegründete New South Wales Rugby League Premiership (NSWRL) aufzunehmen. Ihr erstes Spiel bestritten die Eastern Suburbs am 20. April 1908, als sie die Newtown Jets mit 32:16 schlugen. 1913 gelang dem Team aus Sydneys Osten als erste Mannschaft ein Titel-Hattrick in der NSWRL. Allerdings gewannen sie in den neun darauffolgenden Saisons keine einzige Meisterschaft. 1935 verloren die Eastern Suburbs in der gesamten Saison nur ein Spiel und erzielten den höchsten Sieg in der Vereinsgeschichte, als sie gegen die Canterbury-Bankstown Bulldogs mit 87:7 gewannen (106:8 nach dem heutigen Punktesystem). 1936 und 1937 blieb das Team zwei komplette Spielzeiten lang ungeschlagen, was bis heute einen unerreichten Rekord darstellt.
1945 erfolgte die vorerst letzte Meisterschaft, in den folgenden sieben Saisons erreichten die Eastern Suburbs kein einziges Mal die Play-offs. Ihr bestes Ergebnis in den folgenden Jahren war das Erreichen des Grand Finals im Jahr 1960, dass sie gegen die St. George Dragons mit 6:31 verloren. Die Saison 1966 markierte einen neuen Tiefpunkt, als die Eastern Suburbs das erste Mal in der Geschichte des Vereins eine ganze Saison lang sieglos blieben. Zudem war dies nach 1963 und 1965 das dritte Mal, dass sie den Wooden spoon "gewannen". Insgesamt gewann das ehemals glorreiche Team zwischen 1963 und 1966 nur acht von 72 Spielen.
Erst 1967 erlebte der Verein eine Wiedergeburt, als man Jack Gibson als Trainer verpflichtete und ein neues Emblem auf den Trikots einführte, den Hahn (engl. Rooster). Zwischen 1972 und 1981 gewannen die Roosters vier Minor Premierships und zogen viermal ins Grand Final ein, gewannen dabei in den Jahren 1974 und 1975. Ab 1984 setzte ein sportlicher Niedergang ein, der etwa ein Jahrzehnt lang anhielt. Erst während des Super League War konnten die Roosters wieder das Geld für neue Stars aufbringen und sich langsam aus dem sportlichen Tief befreien. Im Grand Final 2002 gelang durch ein 30:8 gegen die New Zealand Warriors der erste Titelgewinn seit 27 Jahren. 2004, 2010 und 2013 erfolgten weitere Grand Finals, in letzterem blieb man gegen die Manly-Warringah Sea Eagles siegreich. 2014 erfolgte die achtzehnte Minor Premiership, womit die Roosters in dieser Hinsicht nun alleiniger Rekordhalter sind. 2015 scheiterte man nach der dritten Minor Premiership in Folge im Preliminary Final an den Brisbane Broncos. Im Jahr darauf kam es nach den Abgängen einiger Leistungsträger jedoch zu einem massiven Einbruch, und die Roosters landeten nach einer schwachen Saison auf dem vorletzten Tabellenrang.
Das Tief war nur von kurzer Dauer: 2017 wurde man in der Regular Season Zweiter und scheiterte erst im Preliminary Final überraschend an den North Queensland Cowboys. 2018 besiegte man die Melbourne Storm im Grand Final mit 21:6 und gewann somit die vierzehnte Meisterschaft der Vereinsgeschichte. Ein Jahr später avancierten die Roosters durch einen 14:8-Finalsieg über die Canberra Raiders zur ersten Mannschaft überhaupt, die den Titel in der NRL-Ära (seit 1998) erfolgreich verteidigen konnte.

## Rivalitäten
Die älteste aller NRL-Rivalitäten ist die zwischen den Sydney Roosters und den South Sydney Rabbitohs. Dies sind die beiden letzten Teams, die seit 1908, also seit der Gründung der NSWRL, existieren. Zudem begünstigt die geografische Nähe den Konkurrenzkampf. Außerdem pflegen sie Rivalitäten mit anderen Vereinen aus Sydney, wie den St. George Illawarra Dragons, den Canterbury-Bankstown Bulldogs und den Manly-Warringah Sea Eagles.

## Erfolge
- Meisterschaften (15): 1911, 1912, 1913, 1923, 1935, 1936, 1937, 1940, 1945, 1974, 1975, 2002, 2013, 2018, 2019
- Vize-Meisterschaften (15): 1908, 1919, 1921, 1928, 1931, 1934, 1938, 1941, 1960, 1972, 1980, 2000, 2003, 2004, 2010
- Minor Premierships (20): 1912, 1913, 1923, 1931, 1934, 1935, 1936, 1937, 1940, 1941, 1945, 1974, 1975, 1980, 1981, 2004, 2013, 2014, 2015, 2018
- World Club Challenges (3): 1976, 2003, 2014

### Teilnahmen von Spielern am NRL All-Stars Game
| Name                    | Position                                            | Teilnahme(n) | Mannschaft           |
| Ben Jones               | Hakler                                              | 2010         | Indigenous All Stars |
| Nate Myles              | Pfeiler, Zweite-Reihe-Stürmer, Dritte-Reihe-Stürmer | 2010         | NRL All Stars        |
| Shaun Kenny-Dowall      | Außendreiviertel, Innendreiviertel                  | 2011, 2013   | NRL All Stars        |
| Jared Waerea-Hargreaves | Pfeiler, Zweite-Reihe-Stürmer                       | 2012, 2015   | NRL All Stars        |
| Anthony Mitchell        | Hakler                                              | 2012         | Indigenous All Stars |
| Mitchell Pearce         | Gedrängehalb                                        | 2015         | NRL All Stars        |